# أوسم (مدير نوافذ)
أُوسُم (بالإنجليزية: awesome)‏ هو مدير نوافذ حركيّ (مبلط) لنظام النوافذ إكس مكتوب بلغتي البرمجة سي ولوا).